# Janavis finalidens
Janavis finalidens — вид примітивних викопних птахів з групи Ichthyornithes, що існував наприкінці крейди в Європі. Описаний у 2022 році.

## Скам'янілості
Викопні рештки птаха знайдено у середині 1990-х років у відкладеннях формації Маастрих у кар'єрі західніше села Ебен-Емаель у провінції Льєж на сході країни. Це був закритий кам'яний блок, що містив видимі крилоподібну кістку, осколковий зуб, фаланга пальця стопи і три хребці. Обстеження за допомогою комп'ютерної томографії у 2021 році виявило додаткові структури всередині каменю, включаючи кістки шиї (шість шийних хребців), додаткові чотири спинні хребці, першу фалангу другого пальця передньої кінцівки, ліву лопатку, плечову кістку та трохи верхньої правої стегнової кістки.

## Етимологія
Родова назва Janavis походить від римського бога Януса та латинського «avis» — «птах». У римській міфології Янус — бог початку, кінця та переходу, що відображає перехідні аспекти морфології Janavis (поєднання плезіоморфних особливостей, таких як зуби з піднебінням), а також його часове походження (походить від найвищої крейди, що робить його одним із наймолодших неорнітинових скам'янілостей авіаланів у світі). Видовий епітет finalidens, від латинського finalis , що означає «кінець», і dens — «зуб». Видова назва відображає той факт, що цей зразок є одним із останніх відомих зубастих птахів, які вимерли наприкінці крейдяного періоду.

## Опис
Janavis — відносно великий птах з розмахом крил приблизно півтори метра. Плечова кістка має довжину 134,8 міліметрів у порівнянні з 71,5 міліметрами найбільшої відомої кістки плеча Ichthyornis. Екстраполяція окружності плечової кістки призводить до оцінки ваги Janavis у 1504 грами. Екстраполяція довжини плечової кістки вказує на 1604 грами, але вважається менш надійною, оскільки цей елемент пошкоджений у скам'янілості. Мінімальна вага — 1120 грам.